# Distrikt Santa Cruz de Flores
Der Distrikt Santa Cruz de Flores liegt in der Provinz Cañete in der Region Lima in Südwest-Peru. Der Distrikt wurde am 27. Dezember 1922 gegründet. Er besitzt eine Fläche von 94,3 km². Beim Zensus 2017 wurden 3210 Einwohner gezählt. Im Jahr 1993 lag die Einwohnerzahl bei 2131, im Jahr 2007 bei 2547. Die Distriktverwaltung befindet sich in der 85 m hoch gelegenen Kleinstadt Santa Cruz de Flores mit 1960 Einwohnern (Stand 2017). Santa Cruz de Flores liegt knapp 60 km nordnordwestlich der Provinzhauptstadt San Vicente de Cañete.

## Geographische Lage
Der Distrikt Santa Cruz de Flores liegt im Nordwesten der Provinz Cañete. Der Distrikt liegt in der Küstenebene am rechten Flussufer des Río Mala wenige Kilometer oberhalb dessen Mündung in den Pazifischen Ozean. Er besitzt eine Längsausdehnung in Nord-Süd-Richtung von knapp 16,5 km sowie eine maximale Breite von 8,5 km. Der Distrikt reicht bis zu 1,8 km ans Meer heran. Die Nationalstraße 1S (Panamericana) verläuft auf einem kurzen Abschnitt entlang der westlichen Distriktgrenze.
Der Distrikt Santa Cruz de Flores grenzt im Nordwesten und im Norden an den Distrikt Chilca, im Nordosten an den Distrikt Calango, im Südosten an den Distrikt Mala sowie im Westen an den Distrikt San Antonio.